# Mallota nanjingensis
Mallota nanjingensis är en tvåvingeart som beskrevs av Li och Liu 1996. Mallota nanjingensis ingår i släktet hålblomflugor, och familjen blomflugor. Inga underarter finns listade i Catalogue of Life.